# Ebelin Bucerius
Anna Gertrud „Ebelin“ Bucerius, geboren als Anna Gertrud Müller, geschiedene Ebel, daher Rufname Ebelin (* 1. Oktober 1911 in Mannheim; † 9. Juli 1997 in Brione sopra Minusio) war eine deutsche Geschäftsführerin von Medienunternehmen.

## Leben
Ebelin Bucerius erlernte den Beruf der Kontoristin. 1944 lernte sie im von Deutschland besetzten Frankreich den Rechtsanwalt Gerd Bucerius kennen. Während des Zweiten Weltkriegs lebten sie unverheiratet zusammen; sie heirateten am 12. April 1947 in Hamburg. Nach der Gründung der Bundesrepublik verlagerten sie ihren Lebensmittelpunkt von Hamburg nach Bonn, weil Gerd Bucerius inzwischen Bundestagsabgeordneter der CDU geworden war. Ihr dortiges Haus wurde zu einem beliebten Treffpunkt für Minister, Industrielle und Journalisten. 1962 beendete ihr Mann aufgrund eines Zerwürfnisses mit der Unionsfraktion im Bundestag seine politische Karriere und widmete sich stärker seiner Arbeit als Verleger; daraufhin wohnten beide wieder hauptsächlich in der Hamburger Warburgstraße. Ab Mitte der 70er Jahre verschlechterte sich der Gesundheitszustand von Ebelin Bucerius zusehends. Sie verbrachte die letzten Jahrzehnte ihres Lebens aufgrund des besseren Klimas in der Schweiz, getrennt aber nicht geschieden von Gerd Bucerius.

## Wirken
Ab 1951 bis mindestens 1962 war Ebelin Bucerius Geschäftsführerin des Zeitverlags. Von 1959 bis 1966 war sie als Kommanditistin Anzeigenchefin der Wochenzeitung Die Zeit, ab 1964 betreute sie zusammen mit dem Anwalt Johannes Scheer die Verkaufsverhandlungen des Stern. Zudem leitete sie die Personalabteilung der Zeit. Nach ihrem Umzug 1965 nach Brione und der damit verbundenen Abwesenheit von Hamburg reduzierte sich ihre Tätigkeit, allerdings blieb ihr Büro im Hamburger Pressehaus am Speersort erhalten.
Von 1964 an arbeitete Ebelin Bucerius in Zürich an einer deutschen Version der Annabelle, die am Redaktionsort München entstehen sollte. Die Schweizer Ausgabe der Frauenzeitschrift erreichte zu jener Zeit den Höhepunkt ihrer Verkäufe und ihr Mann und sie wollten neben der Wochenzeitung Die Zeit und dem Magazin Stern auch eine eigene Frauenzeitschrift in Deutschland einführen. Deshalb erwarb Gerd Bucerius ab 1964 sukzessive und sehr diskret die Anteilsmehrheit an der Schweizer Wochenzeitung Die Weltwoche und gleichzeitig an der Frauenzeitschrift Annabelle. Ihr Plan erledigte sich Mitte 1965 mit der Fusion zu Gruner + Jahr, da nun drei Frauenzeitschriften in den neuen Konzern einzogen und keine zusätzliche Konkurrenz mehr brauchten. 1967 zog sich Gerd Bucerius folglich von der Weltwoche und Annabelle zurück und verkaufte die Blätter an die Schweizer Verlage Jean Frey und Ringier; für Ebelin Bucerius endete damit ihre ambitionierte Arbeit an einer „deutschen Annabelle“.

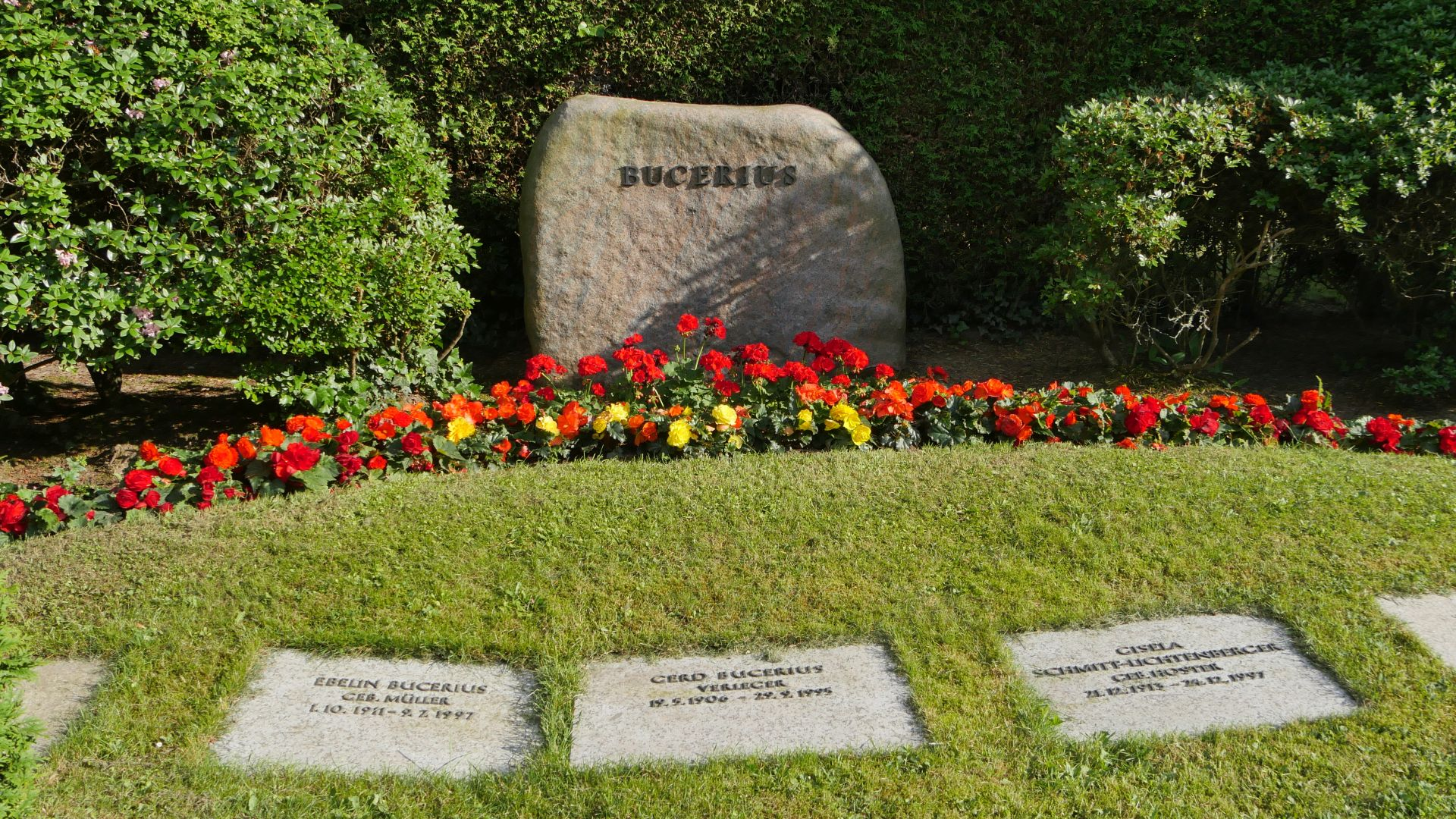
Grabstätte von Ebelin Bucerius in Reinbek

Bestehen blieb ihr neuer Wohnsitz im Tessin. Die modernistische Villa „Casa Ebelin Bucerius“ im Schweizer Brione sopra Minusio, oberhalb des Lago Maggiore ist nach ihr benannt und wurde vom Architekten Richard Neutra entworfen. Ebelin Bucerius starb am 9. Juli 1997 in Brione und wurde anschließend im Familiengrab Bucerius in Reinbek neben dem 1995 verstorbenen Gerd Bucerius bestattet. Die Zeit-Stiftung Ebelin und Gerd Bucerius erbte das Vermögen des kinderlosen Paares.